# Congreso Internacional de Derechos Humanos (2018)
El Congreso Internacional de Derechos Humanos: Retos Emergentes (2018) fue un congreso internacional celebrado en Bilbao, entre los días 7 y 9 de noviembre de 2018, organizado por la Universidad del País Vasco, el Gobierno Vasco y el Gobierno de España, con la colaboración de la ONU, Amnistía Internacional, la UE y otras organizaciones internacionales.
El objetivo del congreso era celebrar el 70.º aniversario de la Declaración Universal de los Derechos Humanos (DUDH) de 1948. En el congreso participaron: Fabián Salvioli, Virgínia Brás Gomes, Iñigo Urkullu, Jonan Fernandez, Manuel Lezertua, Liora Lazarus, Jon-Mirena Landa, Adela Asúa...

## El congreso

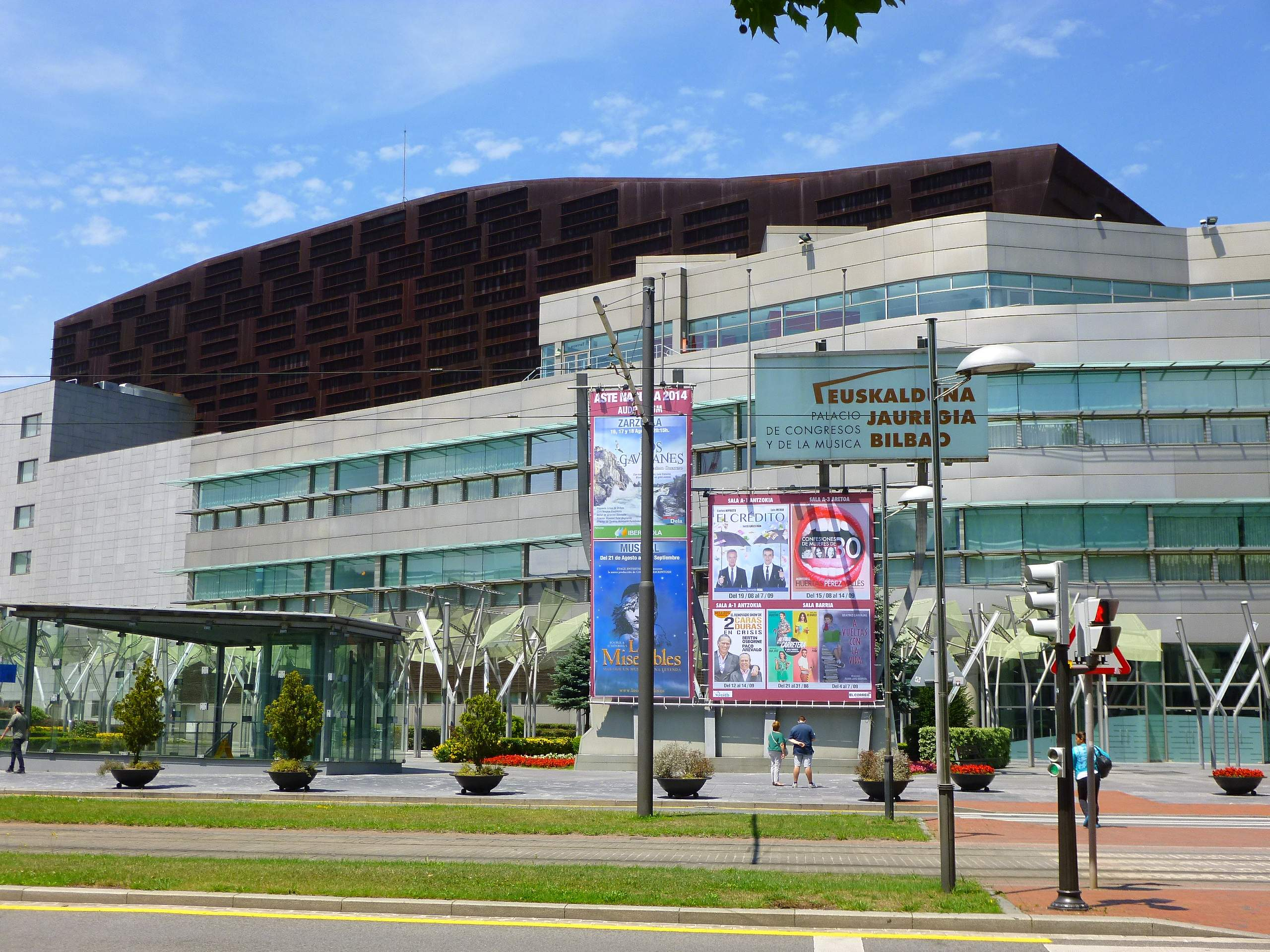
El Palacio Euskalduna de Bilbao, donde tuvo lugar el Congreso Internacional de Derechos Humanos (2018).

El objetivo principal del congreso era hacer balance de la evolución del Derecho Internacional y de los Derechos Humanos con motivo del 70 aniversario de la aprobación de la  Declaración Universal de los Derechos Humanos (DUDH) de 1948, así como buscar un diagnóstico sobre su momento actual y reflexionar acerca de su evolución y si tienen futuro como materia básica y referente conceptual.
El congreso se desarrolló los días 7, 8 y 9 de noviembre de 2018 en el Palacio Euskalduna de Bilbao. En el congreso hubo distintas conferencias, ponencias y comunicaciones orales a cargo de distintos expertos en derechos humanos y derecho internacional.
El congreso fue clausurado por el lendakari Iñigo Urkullu y el vicelendakari Josu Erkoreka.

### Conferencias

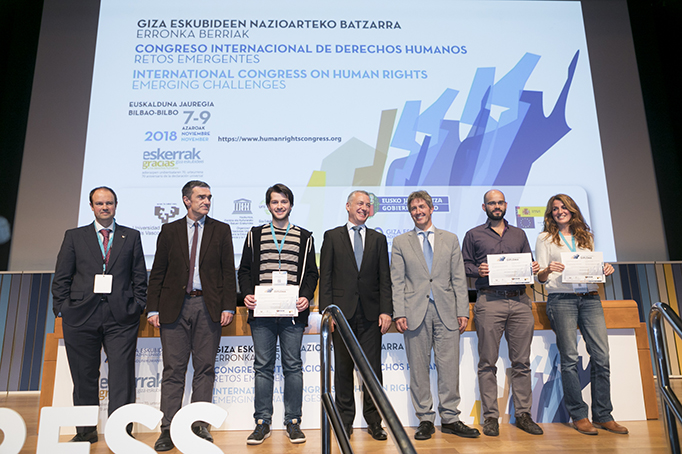
Jon-Mirena Landa, Jonan Fernández, Andoni Polo Roca, Iñigo Urkullu, Patxi Juaristi, Javier Francisco Arenas Ferro y Mar Gijón Mendigutía (Bilbao, 2018).

El congreso estuvo compuesto por alrededor de un centenar de conferencias, ponencias y mesas redondas que se sucedieron a lo largo de los distintos días en los que tuvo lugar el congreso. Las mejores ponencias sobre derechos humanos fueron galardonadas con el premio CIDH. Los ponentes del congreso que fueron galardonados con el Premio CIDH a la mejor conferencia sobre derechos humanos fueron los cuatro siguientes: Mar Gijón Mendigutía, María López Belloso/Borja Sanz Urquijo (ex aequo), Javier Francisco Arenas Ferro y Andoni Polo Roca.

## Libro
Las conferencias, ponencias, contribuciones, comunicaciones orales y otras realizadas en el congreso fueron recogidas en el libro: Landa Gorostiza, Jon-Mirena y Garro Carrera, Enara (coord.) (2019). Retos emergentes de los Derechos Humanos: ¿Garantías en peligro? Tirant Lo Blanch. Valencia.